# Взрыв в университете (Кабул, сентябрь 2022)
30 сентября 2022 года террорист-смертник взорвал себя в образовательном центре Каадж в Даште-Барчи, районе хазарейцев в Кабуле, Афганистан, убив 35 человек и ранив 82. Большинство жертв были молодыми студентками.

## Предыстория
После падения Кабула, завершившего войну в Афганистане в 2021 году, правящие талибы пообещали защищать граждан, включая меньшинства. Тем не менее, страна снова стала свидетелем случайных террористических атак, особенно против меньшинств.

## Взрыв
Взрыв произошел 30 сентября 2022 года, около 7:30 по афганскому времени (UTC+4:30) в образовательном центре Каадж, расположенном в преимущественно хазарейском районе. Около 300 недавних выпускников средней школы прибыли в образовательный центр за час до нападения. Среди многих жертв были выпускники средних школ, которые во время взрыва сдавали пробный вступительный экзамен. По словам свидетеля, опрошенного Associated Press, перед взрывом снаружи здания были слышны выстрелы.
Никто не взял на себя ответственность за нападение, но автор Financial Times Бенджамин Паркин предположил, что это могло быть ИГ-Х, местное отделение Исламского государства, из-за их истории нападения на хазарейцев.

## Реакция
ЮНИСЕФ заявил, что он «потрясен ужасающим нападением», а временный поверенный в делах США в посольстве в Афганистане Карен Декер назвала нападения «постыдными».
Представитель талибов Забихулла Муджахид осудил нападение в Твиттере, заявив, что нападение было большим преступлением, которое было решительно осуждено, и выразил сочувствие семьям жертв.
Абдул Рахман Нафиз, начальник местной полиции в регионе, как сообщается, раскритиковал образовательный центр Каадж за то, что он не проинформировал полицию о проводимом экзамене.
Представитель министерства внутренних дел Абдул Нафи Такор сообщил прессе, что полиция, как сообщается, арестовала подозреваемого, потенциально связанного с этим нападением.
Мухаммад Мохакик, председатель Партии народного исламского единства Афганистана, предупредил, что хазарейцы начнут сопротивление, и разрешил всем желающим присоединиться к сопротивлению.
The Guardian сообщила, что женщины, протестовавшие против нападения, были избиты талибами.